# Lev Landau
Lev Davidovici Landau (în rusă Лев Давидович Ландау; n. 9/22 ianuarie 1908, Bakı, gubernia Baku⁠(d), Imperiul Rus – d. 1 aprilie 1968, Moscova, RSFS Rusă, URSS) a fost un fizician sovietic rus, de origine evreiască, care a adus contribuții fundamentale în numeroase domenii ale fizicii teoretice. A fost distins cu Premiul Nobel pentru fizică 1962, „pentru teoriile sale de pionierat despre materia condensată, în special heliul lichid”.

## Biografie
S-a născut într-o familie evreiască la Baku, în Azerbaidjan. Tatăl său era inginer petrolist, iar mama medic.
De la o vârstă fragedă i-a fost recunoscută calitatea de copil minune în matematică, deși, mai târziu, omul de știință sovietic își aducea aminte că în tinerețe nu strălucea la analiză matematică. La 14 ani, (după o întârziere de un an, petrecut, la cererea părinților săi, la Școala Medie Economică din Baku), el a fost admis la Universitatea din Baku în 1922, unde a studiat simultan două specializări: fizico-matematica și chimia. În 1924 s-a transferat la Universitatea din Leningrad, facultatea de fizică, unde și-a susținut doctoratul în 1927.
Între 1932 - 1937 a fost șeful Departamentului Teoretic al Institutului fizico-tehnic din Harkov (Ucraina). A fost șeful Departamentului Teoretic al Institutului de probleme fizice din Moscova din 1937 până în 1962. Concomitent, între 1943 și 1947, precum și între 1955 și 1962 a fost profesor la facultatea de fizică a Universității din Moscova. În anul 1962, în urma unui accident rutier, a suferit leziuni care nu s-au vindecat tot restul vieții.
Cu trecerea anilor, Lev Landau a devenit mult mai reticent față de ideologia oficială din URSS, deziluzionat de aplicațiile militare la care a fost nevoit să conlucreze (este considerat unul dintre părinții bombei nucleare sovietice), dar și de cele câteva luni petrecute în închisoare în anul 1938, în legătură cu procesul Institutului Fizico-tehnic din Harkov, fiind suspectat că ar fi șeful unei organizații antistaliniste.
A murit în 1968 la Moscova și este înmormântat în cimitirul Novodevicii.

## Creația științifică
Printre realizările sale se numără lucrări în domeniul cosmologiei și gravitației, influențate în mare măsură de Matvei Petrovici Bronștein și realizate în colaborare cu George Gamow și Dmitri Ivanenko, codescoperirea metodei matricii densității în mecanica cuantică, descoperirea teoriei mecanic cuantice a diamagnetismului, a teoriei superfluidității, a teoriei tranzițiilor de fază de ordinul doi, a teoriei Ginzburg-Landau a superconductivității, teoria DLVO, explicarea amortizării Landau în fizica plasmei, a polului Landau în electrodinamica cuantică și teoria celor doi componenți ai neutrinilor. A primit Premiul Nobel pentru Fizică pentru lucrările sale în domeniul superfluidității în 1962.
În plus fața de realizările teoretice, Landau a fost fondatorul principal al marii tradiții a fizicii teoretice în Uniunea Sovietică, deseori numită "școala Landau ". Între 1929 - 1931 a lucrat în străinătate, în Germania, Elveția, Anglia și în special în Danemarca, sub conducerea lui Niels Bohr.
Este autorul binecunoscutului curs de fizică teoretică în 10 volume, care a fost reeditat în multe rânduri în URSS și peste hotare, în colaborare cu discipolul, prietenul și coautorul său Evgheni Lifșiț.

## Discipoli
- Isaak Pomeranciuc
- Evgheni Lifșiț
- Ilia Lifșiț
- Vladimir Gribov
- Alexei Abrikosov
- Arcadii Migdal
- Alexandr Ahiezer
- Veniamin Levich
- Lev Gorkov
- Igor Dzialoșinskii
- Lev Pitaevskii
- Isaak Halatnikov
- Vladimir Berestețkii
- Alexandr Kompaneeț
- Iacov Smorodinskii

## Cărți de Lev Landau editate în România
- [nefuncțională]
- Fizica teoretică, în 10 vol. (coautori: Evgheni Lifșiț, Lev Pitaevskii, Vladimir Berestețkii)

## Cărți despre Landau
- Dorozynski, Alexander (1965). The Man They Wouldn't Let Die. (După accidentul lui Landau din 1962, comunitatea fizicienilor din preajma lui și-au eforturile în încercarea de a-i salva viața. Au reușit să-i prelungească viața până în 1968.)
- Landau-Drobantseva, Kora (1999). Profesorul Landau: Cum am trăit noi Arhivat în 4 mai 2005, la Wayback Machine. (în limba rusă).